# Президентская кампания Леонида Слуцкого (2024)
Президентская кампания Леонида Эдуардовича Слуцкого на выборах 2024 года началась 19 декабря 2023 года, по итогам съезда партии ЛДПР.

## Выдвижение
Информация о возможном намерении Слуцкого баллотироваться в президенты на выборах 2024 года появилась сразу после его избрания председателем партии ЛДПР. При этом сам Слуцкий отказывался дать чёткий ответ о своем участии в выборах, не исключив, что партия может выдвинуть другого кандидата в президенты. 
В августе 2023 года Леонид Слуцкий сообщил, что партия будет рассматривать возможных кандидатов в сентябре—октябре 2023 года.
19 декабря 2023 года Леонид Слуцкий был выдвинут кандидатом в президенты от ЛДПР на съезде партии, его кандидатуру предложил губернатор Хабаровского края Михаил Дегтярёв. Выдвижение Слуцкого поддержали 106 из 108 присутствовавших на съезде делегатов в ходе тайного голосования.

## Предвыборная кампания
В ходе кампании использовались лозунги Дело Жириновского живёт и Слуцкий всегда рядом. Согласно изданию Meduza, кандидат планирует занять второе место, а его избирательной кампанией будет руководить близкий соратник главы политического блока администрации президента РФ Сергея Кириенко, проректор РАНХиГС и куратор идеологического курса для вузов «Основы российской государственности» Андрей Полосин.

## Ход кампании

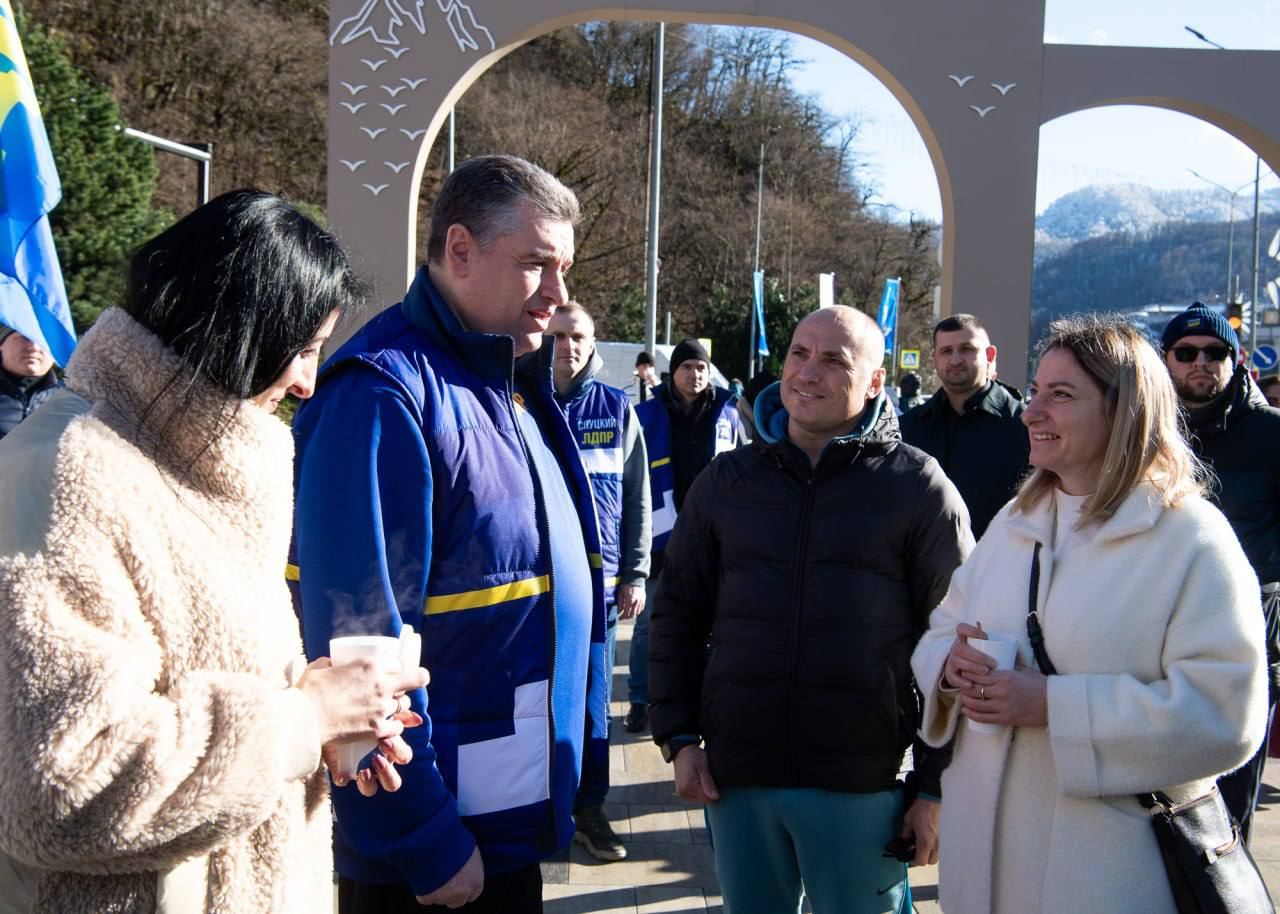
Леонид Слуцкий во время посещения Сочи 6 января 2024 г.

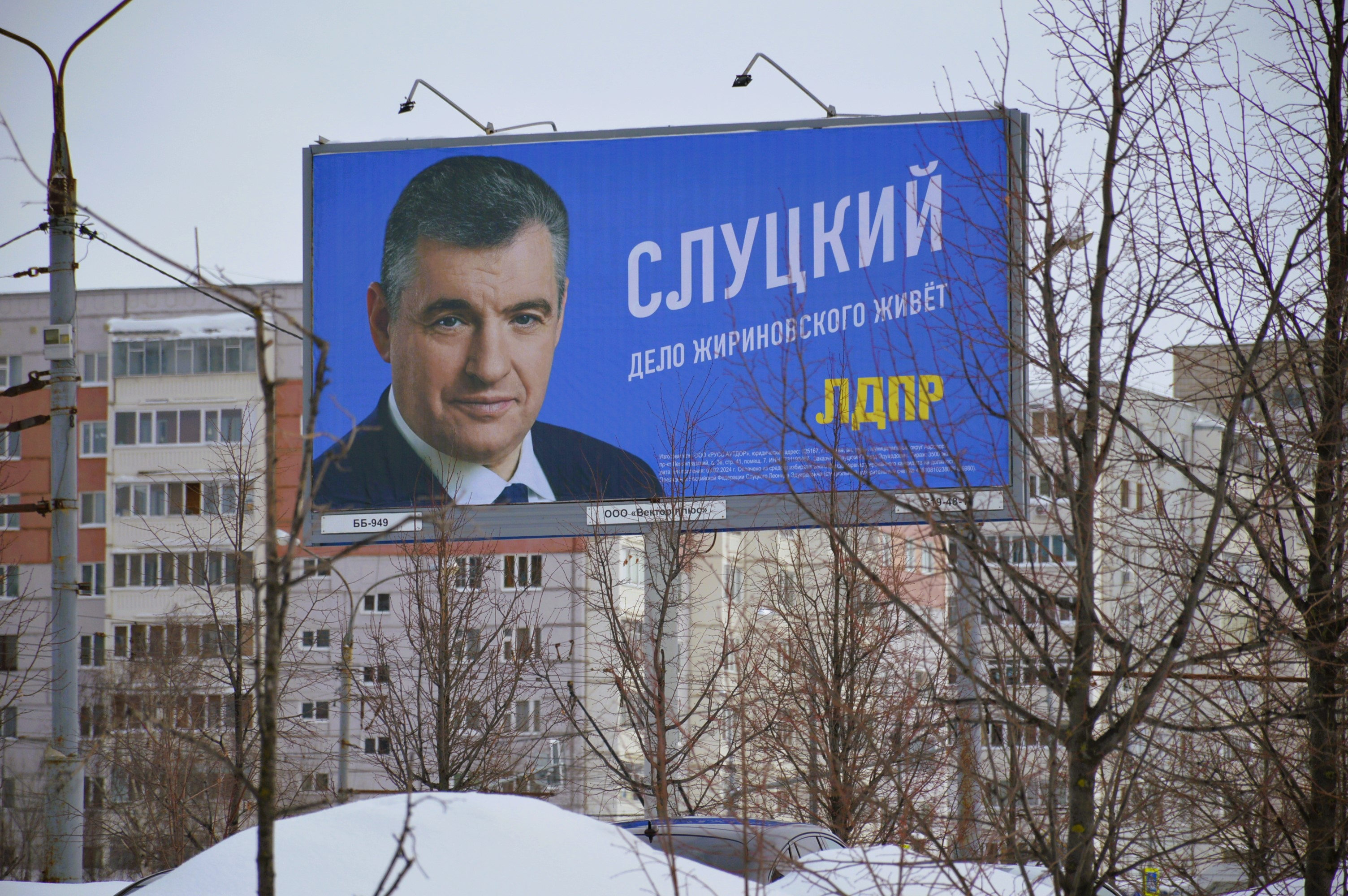
Предвыборная агитация Леонида Слуцкого на билборде в Казани

19 декабря 2023 года в своей речи после оглашения результатов голосования на съезде партии политик заявил, что планирует посетить не менее 30 регионов России, в ходе чего сформирует свою предвыборную повестку на основе проблем россиян.
30 декабря 2023 года Леонид Слуцкий начал предвыборную кампанию с посещения города Анадырь Чукотского автономного округа.
5 января 2024 года Леонид Слуцкий прибыл в Сочи, где заявил о необходимости поддержки малого бизнеса и обратил особое внимание на цены.
10 января 2024 года кандидат приехал на Ставрополье, где напомнил о лоббировании ЛДПР идеи обязательных «региональных полок» в крупных сетевых магазинах и прочитал лекцию в Аграрном университете.
11 января 2024 года Леонид Слуцкий прибыл в Астрахань, где провел встречу с губернатором Игорем Бабушкиным.
17 января 2024 года запущен предвыборный сайт кандидата.
19 января 2024 года Леонид Слуцкий посетил Нижний Новгород, где встретился со студентами Нижегородского государственного лингвистического университета им. Добролюбова.
23 января 2024 года ЛДПР начала работу по формированию основных пунктов программы своего кандидата в президенты РФ Леонида Слуцкого. По словам политика, в программе будут отражены в том числе вопросы ЖКХ, образования, медицины и поддержки многодетных семей.
24 января 2024 года ЦИК зарегистрировал доверенных лиц Леонида Слуцкого и уполномоченных представителей по финансовым вопросам.
30 января 2024 года ЦИК опубликовал информацию о доходах кандидатов, согласно которой Слуцкий в период с 2017 по 2023 год заработал 35,98 млн руб. Кандидат задекларировал два земельных участка и дом в Московской области, две квартиры в Москве, ещё одну — в Ростовской области и машиноместо.
9 февраля 2024 года на билбордах и цифровых экранах появился второй лозунг кандидата Леонида Слуцкого «Дело Жириновского живёт». Представитель партии пояснил, что подобный лозунг является данью памяти основателю ЛДПР.
10 февраля 2024 года ВЦИОМ опубликовал первый электоральный рейтинг кандидатов в президенты России. Согласно опросу, Леонид Слуцкий находится на третьем месте с 4 % голосов.
15 февраля 2024 года Леонид Слуцкий заявил, что представит свою предвыборную программу в ходе дебатов, которые начнутся в конце февраля.
По поводу смерти Алексея Навального заявил следующее:
Смерть Навального — не самое важное, что сейчас меня волнует. Укронацисты совершают теракты в наших городах, Запад накачивает Украину оружием, от которого гибнут мирные жители, дети. Смерть человека — всегда беда, но использовать это в интересах западных кураторов не позволим
27 февраля 2024 года на теледебатах Леонид Слуцкий заявил, что Россия является «главным носителем тех процессов, которые противостоят движению Запада к третьей мировой войне», образуя с глобальным Югом новое мировое большинство.
28 февраля 2024 года на телевизионных дебатах Леонид Слуцкий призвал поддерживать участников российского нападения на Украину, в том числе путем предоставления любых льгот и поддержки семей погибших бойцов.
29 февраля 2024 года на теледебатах политик призвал избегать бюрократии в вопросах, связанных с участниками вторжения на Украину, добавив, что война должна быть завершена в нынешнем году.
13 марта 2024 года пресс-служба ЛДПР сообщила, что избирательный штаб кандидата будет функционировать в течение всех трех дней голосования. При этом в штабе будут работать сам Леонид Слуцкий, его доверенные лица и депутаты Госдумы от фракции ЛДПР.
13 марта 2024 года Леонид Слуцкий встретился с внуком экс-президента Франции Шарля де Голля Пьером де Голлем, который прилетел в Россию в качестве международного эксперта на выборах президента.
За время своей предвыборной кампании Леонид Слуцкий совершил 17 поездок в регионы.

### Программа и взгляды
21 февраля 2024 года Леонид Слуцкий в Москве представил свою предвыборную программу.
Первым ее тезисом стала необходимость победы в российском нападении на Украину, а среди остальных пунктов — смена принципов налогообложения и финансовых отношений между столицей и регионами, поддержка уязвимых категорий населения, регулирование продовольственных цен и потребительских кредитов.
Во время своей избирательной кампании Леонид Слуцкий представил на рассмотрение 15 законопроектов. Большинство из них касается защиты прав разных категорий граждан. В частности, председатель партии ЛДПР предложил дать детям из многодетных семей 50-процентную льготу на оплату обучения в вузах; запретить перерасчет платы за жилищно-коммунальные услуги «задним числом»; законодательно закрепить статус волонтеров в зоне боевых действий на Украине и их право на компенсацию в случае причинения вреда жизни и здоровью.
Кандидат в президенты предложил изменить правила составления ценников ради борьбы с практикой снижения массы или объема единицы товара при кажущемся сохранении ее стоимости. Группа депутатов от фракции ЛДПР также внесла законопроект о продлении срока постоянного проживания в РФ со дня принятия решения о выдаче вида на жительство до подачи заявления о приеме в гражданство.

## Результаты
Леонид Слуцкий набрал 3,2% голосов и, тем самым, занял 4-е место. Кандидат оказался вторым в Приморье, Ставропольском крае, Чечне, Тюменской области, Ямало-Ненецком автономном округе и на Чукотке, а также в Запорожской области и Луганской Народной Республике.
После своего поражения Слуцкий, заявил, что доволен результатом выборов и предвидел их такими.

Результаты Леонида Слуцкого на президентских выборах в России 2024 года